# Feulen
Feulen (luxemburgisch Feelenⓘ) ist eine Gemeinde im Großherzogtum Luxemburg und gehört zum Kanton Diekirch.

## Geographische Lage
Die Gemeinde Feulen liegt im Ösling, den luxemburgischen Ardennen.

## Zusammensetzung der Gemeinde
Die Gemeinde Feulen besteht aus den Ortschaften:
- Feulenerhecken,
- Hirtzhof,
- Hubertushof,
- Niederfeulen,
- Oberfeulen.

## Geschichte
Im Jahr 963 tauschte der Ardennen-Graf Siegfried mit der Reichsabtei St. Maximin in Trier Ländereien in Viulna (Feulen) gegen den Bockfelsen im Alzettetal. Er legte damit den Grundstein für Haus und Grafschaft Luxemburg.